# XVideos
XVideos – pornograficzny serwis internetowy umożliwiający publikację i oglądanie w internecie amatorskich filmów pornograficznych na zasadzie UGC. Do 2012 pozostawał najpopularniejszym internetowym serwisem pornograficznym na świecie, z ponad 4 mld odsłon miesięcznie. Według danych z kwietnia 2018 serwis znajduje się na pozycji 39. w rankingu najczęściej odwiedzanych stron internetowych na świecie.